# Ricard Cardús
Ricard Cardús (Barcelona, 1988. március 18. –) spanyol motorversenyző, legutóbb a MotoGP nyolcadliteres géposztályában versenyzett. A korábbi 250-es világbajnoki második helyezett, Carlos Cardús fia.
A sorozatban eddig három versenyen indult, pontot nem szerzett.